# UBA52
UBA52 (англ. Ubiquitin A-52 residue ribosomal protein fusion product 1) – білок, який кодується однойменним геном, розташованим у людей на короткому плечі 19-ї хромосоми. Довжина поліпептидного ланцюга білка становить 128 амінокислот, а молекулярна маса — 14 728.
| 10         |  | 20         |  | 30         |  | 40         |  | 50         |
| ---------- |  | ---------- |  | ---------- |  | ---------- |  | ---------- |
| MQIFVKTLTG |  | KTITLEVEPS |  | DTIENVKAKI |  | QDKEGIPPDQ |  | QRLIFAGKQL |
| EDGRTLSDYN |  | IQKESTLHLV |  | LRLRGGIIEP |  | SLRQLAQKYN |  | CDKMICRKCY |
| ARLHPRAVNC |  | RKKKCGHTNN |  | LRPKKKVK   |  |            |  |            |

A: Аланін

C: Цистеїн

D: Аспарагінова кислота

E: Глутамінова кислота

F: Фенілаланін

G: Гліцин

H: Гістидин

I: Ізолейцин

K: Лізин

L: Лейцин

M: Метіонін

N: Аспарагін

P: Пролін

Q: Глутамін

R: Аргінін

S: Серин

T: Треонін

V: Валін

Кодований геном білок за функціями належить до рибонуклеопротеїнів, рибосомних білків, фосфопротеїнів. 
Локалізований у цитоплазмі, ядрі.